# Niżnia Mięguszowiecka Ławka

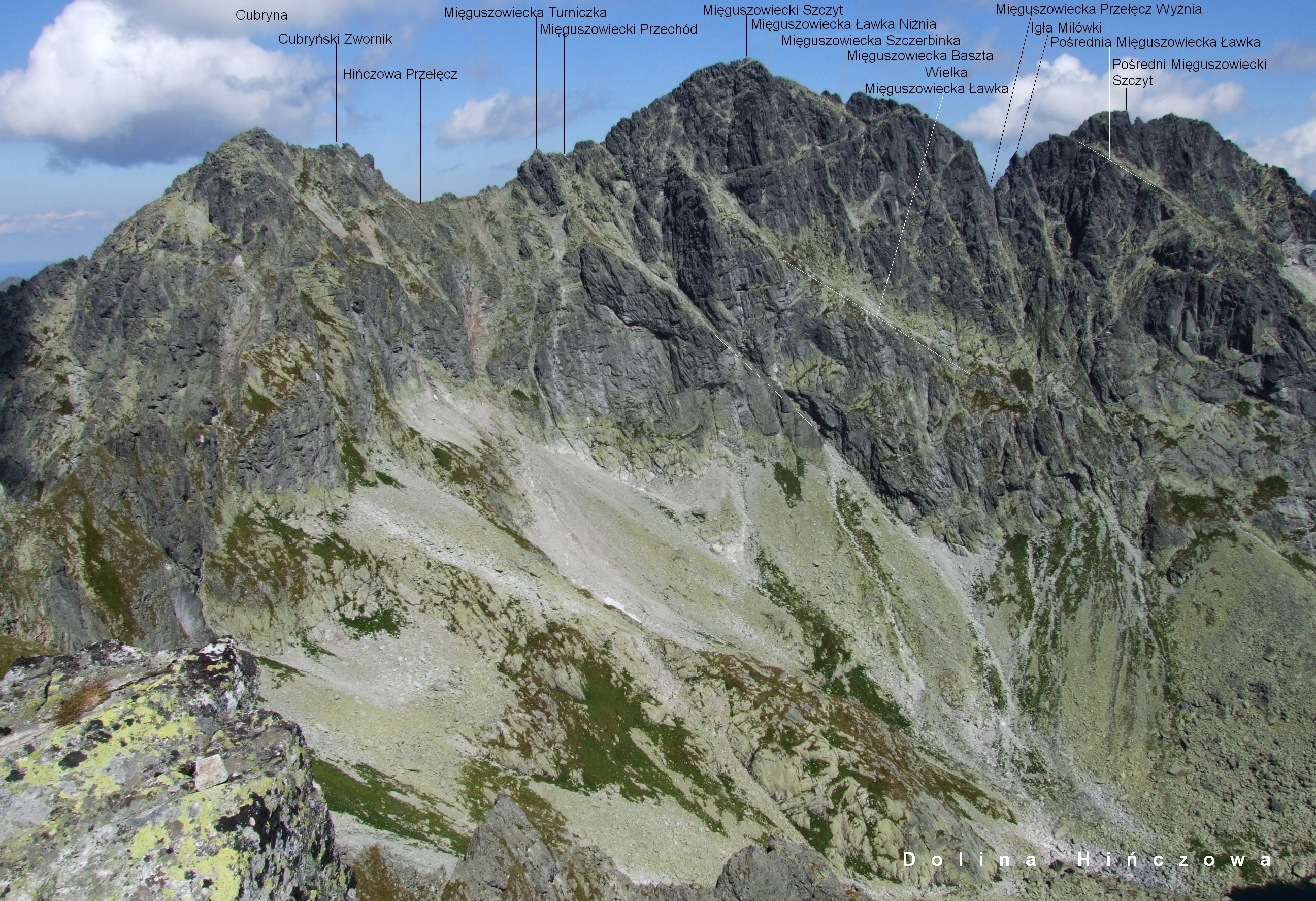
Widok z Koprowej Przełęczy

Niżnia Mięguszowiecka Ławka – długi zachód skośnie przecinający południową ścianę Mięguszowieckiego Szczytu (2438 m) w słowackich Tatrach Wysokich. Jest szeroki, piarżysty i niezbyt stromy, w dolnej części przekształca się w żleb opadający na piargi nad Wielkim Hińczowym Stawem.
Niżnią Mięguszowiecką Ławką prowadzi droga wspinaczkowa Niżnią Mięguszowską Ławką wyprowadzająca na Mięguszowiecki Przechód w zachodniej grani Mięguszowieckiego Szczytu (I, na kilku metrach IV w skali tatrzańskiej). Pierwsze przejście tej drogi miało miejsce dopiero w 2002 r. Niżnia Mięguszowiecka Ławka jest także punktem startowym dla niektórych dróg na południowej ścianie Mięguszowieckiego Szczytu (np. Droga Komarnickich prowadząca skalną rynną do Wielkiej Mięguszowieckiej Ławki).
Autorem nazwy jest Władysław Cywiński. Na południowych ścianach Mięguszowieckich Szczytów są jeszcze dwa inne równoległe zachody: Wielka Mięguszowiecka Ławka i Pośrednia Mięguszowiecka Ławka.